# 北京日报报业集团
北京日报报业集团是中国的报业集团，2000年3月28日正式成立。

## 旗下媒体
报纸：
- 《北京日报》，中共北京市委的机关报
- 《北京晚报》
- 《北京商报》
- 《音乐周报》
- 《新闻与写作》
- 《北京青年报》
- 《京华时报》[5]
- 《竞报》（联合创办，已停办）[6]
- 《北京娱乐信报》（已停办）

出版社：
- 同心出版社

网站：
- 京报网

融媒体：
- 北京日报客户端